# Рибенко (Польща)
Рибенко (пол. Rybienko) — село в Польщі, у гміні Ґневіно Вейгеровського повіту Поморського воєводства.
Населення — 103 особи (2011).
У 1975-1998 роках село належало до Гданського воєводства.

## Демографія
Демографічна структура станом на 31 березня 2011 року:
|          | Загалом | Допрацездатний вік | Працездатний вік | Постпрацездатний вік |
| -------- | ------- | ------------------ | ---------------- | -------------------- |
| Чоловіки | 54      | 22                 | 30               | 2                    |
| Жінки    | 49      | 10                 | 31               | 8                    |
| Разом    | 103     | 32                 | 61               | 10                   |